# Asz-Szurajhi
Asz-Szurajhi (arab. الشريحي) – wieś w Syrii, w muhafazie As-Suwajda. W 2004 roku liczyła 945 mieszkańców.